# Sainte-Colombe (Mancha)
Sainte-Colombe é uma comuna francesa na região administrativa da Normandia, no departamento da Mancha. Estende-se por uma área de 4,99 km². Em 2010 a comuna tinha 208 habitantes (densidade: 41,7 hab./km²).